# Готібо (Оклахома)
Готібо (англ. Gotebo) — місто (англ. town) в США, в окрузі Кайова штату Оклахома. Населення — 174 особи (2020).

## Географія
Готібо розташоване за координатами 35°4′16″ пн. ш. 98°52′28″ зх. д. / 35.07111° пн. ш. 98.87444° зх. д. (35.071098, -98.874374).  За даними Бюро перепису населення США в 2010 році місто мало площу 1,98 км², уся площа — суходіл.

## Демографія
Згідно з переписом 2010 року, у місті мешкало 226 осіб у 98 домогосподарствах у складі 59 родин. Густота населення становила 114 особи/км².  Було 156 помешкань (79/км²).
Расовий склад населення:
| - 88,1 % — білих - 4,4 % — корінних американців - 0,4 % — чорних або афроамериканців |

До двох чи більше рас належало 7,1 %. Частка іспаномовних становила 3,5 % від усіх жителів.
За віковим діапазоном населення розподілялося таким чином: 23,5 % — особи молодші 18 років, 64,1 % — особи у віці 18—64 років, 12,4 % — особи у віці 65 років та старші. Медіана віку мешканця становила 43,6 року. На 100 осіб жіночої статі у місті припадало 76,6 чоловіків;  на 100 жінок у віці від 18 років та старших — 82,1 чоловіків також старших 18 років.
Середній дохід на одне домашнє господарство  становив 43 435 доларів США (медіана — 44 688), а середній дохід на одну сім'ю — 53 938 доларів (медіана — 56 250). Медіана доходів становила 36 458 доларів для чоловіків та 27 083 долари для жінок. За межею бідності перебувало 19,2 % осіб, у тому числі 35,7 % дітей у віці до 18 років та 20,5 % осіб у віці 65 років та старших.
Цивільне працевлаштоване населення становило 90 осіб. Основні галузі зайнятості: транспорт — 18,9 %, фінанси, страхування та нерухомість — 18,9 %, освіта, охорона здоров'я та соціальна допомога — 17,8 %.